# Wasserturm (Rastatt)
Der Rastatter Wasserturm wurde am 20. September 1901 nach sechsmonatiger Bauzeit in Betrieb genommen.

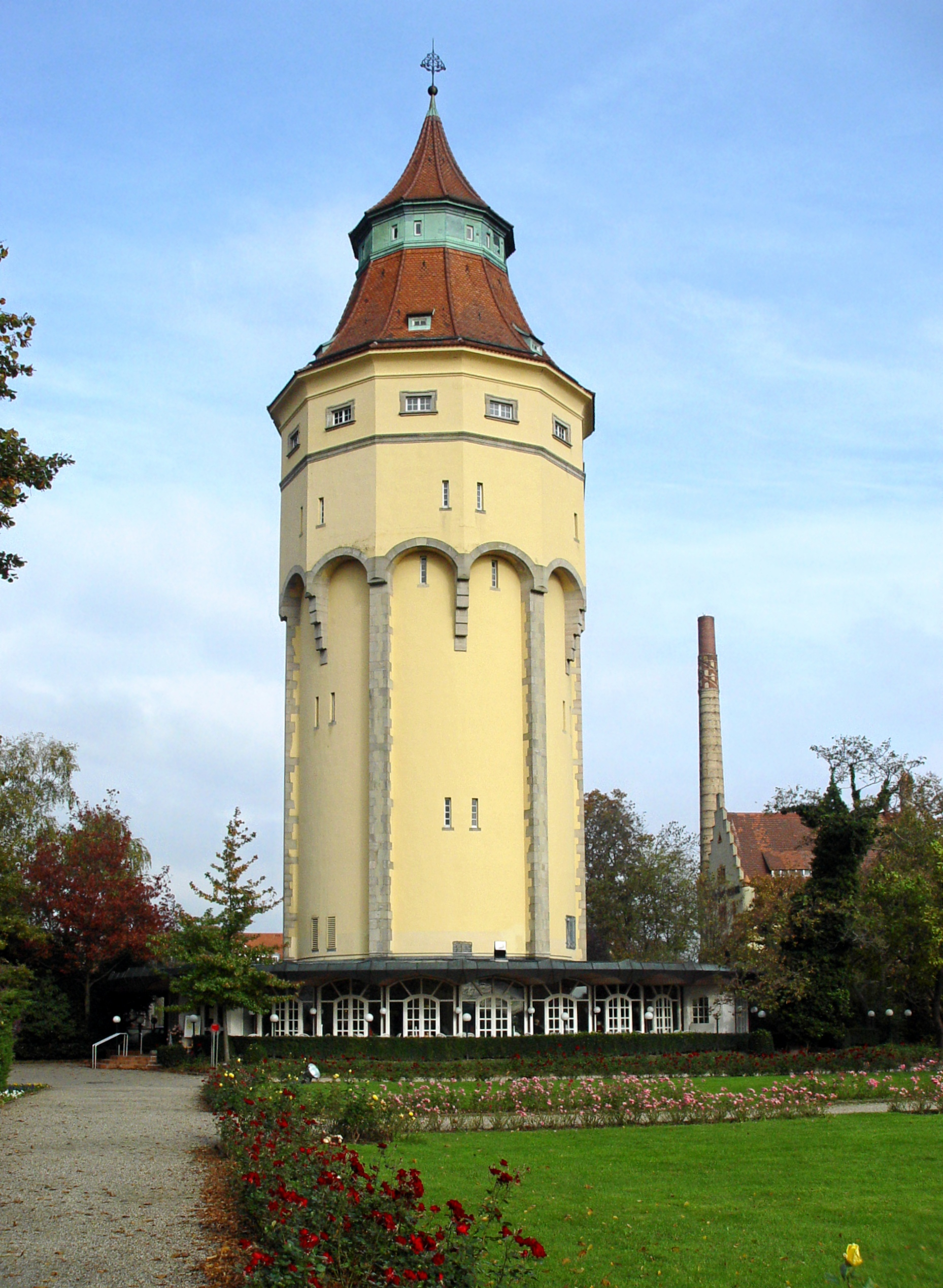
Wasserturm Rastatt

Der Wasserturm hat eine Gesamthöhe von 47,30 m und an seiner Basis einen Durchmesser von 11,40 m. Er ist in der Nähe der Pagodenburg und der Einsiedelner Kapelle zu finden und ist höher als die Stadtkirche. Das Wasserreservoir hat ein Volumen von 670 Kubikmetern. Bereits im Dezember 1901 wurde mit der Befüllung des Turmes begonnen. Allein der durch seine Höhe zu erreichende Wasserdruck musste bis zum Jahre 1990 reichen, bis technische Erweiterungen den Rastatter Wasserdruck an moderne Maßstäbe anpassten.

## Geschichte
Bereits seit dem 18. Jahrhundert hatte Rastatt mit dem Brunnenhaus einen Wasserturm, der die Brunnen der Stadt über ein Röhrensystem speiste. Als man begann, die Mauern der Festung Rastatt zu schleifen, setzte ein großer Bauboom ein. Um den neuen Erfordernissen gerecht zu werden, wurden durch den Karlsruher Architekturprofessor Friedrich Ratzel die Pläne für den neuen Turm erstellt, in dessen Folge am 6. April 1901 mit der Vergabe der Arbeiten begonnen wurde.
1953 richtete man rund um den Turm ein Café und Restaurant ein, welches 1984 vergrößert wurde.